# Slower
Slower ist ein multinationales Stoner-Doom-Projekt, das aus namhaften Musikern der Doom- und Stoner-Rock-Szene besteht und mit Coverversionen von Liedern der amerikanischen Thrash-Metal-Band Slayer bekannt wurde. Die Band hat bislang zwei Alben bei Heavy Psych Sounds Records veröffentlicht.

## Geschichte
Das Projekt geht auf eine Idee von Bob Balch, Gitarrist der Stoner-Rock-Band Fu Manchu, zurück. Um 2020 herum sollte eine seiner Gitarrenschülerinnen South of Heaven vom gleichnamigen Album der amerikanischen Thrash-Metal-Band Slayer spielen. Um es seiner Schülerin zu erleichtern, verlangsamte Balch das Tempo. Das Ergebnis gefiel ihm so gut, dass er die Idee entwickelte, weitere Slayer-Stücke in dieser Art zu spielen und die Band dazu Slower zu nennen. Er plante das Projekt ursprünglich gemeinsam mit Steven Hanford, Schlagzeuger von Poison Idea, doch nach dessen Tod kam das Projekt zunächst zum Erliegen. Mit Esben Willems von Monolord konnte Balch jedoch einen anderen Schlagzeuger für die Idee begeistern. Die beiden Musiker konnten weitere namhafte Musiker für das Projekt gewinnen, unter ihnen Sängerin Laura Pleasant (Kylesa) und Bassist Scott Reeder von Kyuss. Im Jahr 2023 unterschrieb die Band einen Plattenvertrag bei Heavy Psych Sounds Records und veröffentlichte mit War Ensemble (vom Slayer-Album South of Heaven) die erste Single. Es folgte im Dezember 2023 die zweite Single Blood Red vom gleichen Slayer-Album. Ende Januar 2024 erschien das selbstbetitelte Debütalbum ausschließlich mit Coverversionen von Slayer. Auf dem im November 2024 veröffentlichten zweiten Album Rage and Ruin waren erstmals auch Eigenkompositionen enthalten.

## Diskografie
- 2024: Slower (Heavy Psych Sounds Records)
- 2024: Rage and Ruin (Heavy Psych Sounds Records)

## Belege
1. 1 2  Christian Wögerbauer: SLOWER: zweite Single vom neuen Projekt “playing SLAYER slow and low”. In: Vampster. 11. Dezember 2023, abgerufen am 2. Dezember 2024.
2. ↑  Florian Schneider: Slower: Slower (Review). In: Visions. 26. Januar 2024, abgerufen am 2. Dezember 2024.